# Nikolai Nikolajewitsch Bessonow

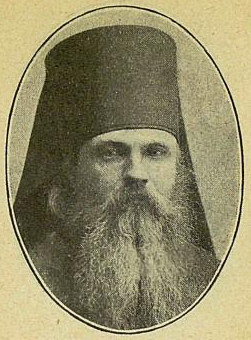
Bischof Nikon 1913 als Mitglied der IV. Staatsduma

Nikolai Nikolajewitsch Bessonow (russisch Николай Николаевич Бессонов, ukrainisch Микола Миколайович Безсонов/ Mykola Mykolajowitsch Bessonow, geistlicher Name Nikon; * 10. Julijul. / 22. Juli 1868greg., Gouvernement Mogiljow, Russisches Kaiserreich; † 1919, Odessa, Ukraine) war ein russischer orthodoxer Bischof, Politiker und Publizist.

## Leben

### Ausbildungen und geistliche Lehrtätigkeiten
Nikolai Bessonow wuchs in einer adligen Familie im Gouvernement Mogiljow im heutigen Belarus auf. 1891 beendete er eine Ausbildung am Konstantin-Messinstitut in Moskau. Danach begann er ein Studium an der Geistlichen Akademie in Moskau. 1892 wurde er Mönch und nahm den Namen Nikon an. Nach Abschluss des Studiums lehrte er Homiletik und Liturgik am Geistlichen Seminar in Nowgorod, seit 1897 Philosophie, Psychologie, Logik und Didaktik am Geistlichen Seminar in Mogiljow.
Von Ende 1897 bis 1905 leitete er verschiedene geistliche Ausbildungsstätten in Sibirien.

### Bischof und Abgeordneter der Staatsduma
1906 wurde er zum Bischof von Balta berufen, 1909 zum Bischof von Kremenez in der heutigen Ukraine. Er engagierte sich in der rechtsextremen Bewegung der Schwarzhunderter in Wolhynien. 1912 wurde er für sie Mitglied in der IV. Staatsduma des Russischen Kaiserreichs. Er sprach sich in seinen Reden und Texten für eine Verbesserung der Lage der Bauern und eine Gleichberechtigung der Ukrainer und ihrer Kultur aus.
Im Januar 1913 wurde er wegen einer Beziehung zu einer 20-jährigen Seminarschülerin auf den Bischofssitz nach Jenisseisk in Sibirien versetzt. Er konnte nicht mehr an den Sitzungen der Staatsduma teilnehmen, behielt aber sein Abgeordnetenmandat.

### Rücktritt als Bischof und politische Tätigkeiten
Nach der Februarrevolution 1917 äußerte er sich mehrfach begeistert über die Veränderungen. Im Juli bat er um Entbindung von seiner Tätigkeit als Bischof, um in die Ukraine zurückkehren zu können. Im August  wurde er vom Heiligen Synod in den Stand eines Laien zurückversetzt.
Er heiratete die ehemalige Seminarschülerin. Bald darauf wurde diese erschossen in ihrem Bett aufgefunden; die Hintergründe blieben unklar.
Seit Januar 1918 war Mykola Bessonow Leiter der Abteilung für Konfessionsfragen beim Innenministerium der ukrainischen Zentralna Rada. In dieser Zeit schrieb er auch Theaterkritiken. Diese unterschrieb er jedes Mal mit «der ehemalige Bischof Nikon – Mykola Bessonow». Sein weiteres Schicksal ist unbekannt. 1919 starb er in Odessa.

## Bedeutung
Ein orthodoxer Bischof, der von seinem Amt zurücktritt und sich in den Laienstand zurückversetzen lässt, war für die Russisch-Orthodoxe Kirche seiner Zeit ungewöhnlich.
Nikon wollte nach seiner Zwangsversetzung nach Sibirien wieder in die Ukraine zurückkehren, um dort politisch frei in der Duma tätig sein zu können.
Er unterstützte als gebürtiger Russe die Unabhängigkeitsbestrebungen der Ukrainischen Volksrepublik und setzte sich auch für die Ukrainische Kirchenversammlung (Українська цірковна рада) ein, die eine selbstständige ukrainische Kirche anstrebte.